# Wu-Tang Clan
Il Wu-Tang Clan è un collettivo hardcore hip hop statunitense, formatosi a New York nel 1992, conosciuto per le evoluzioni stilistiche apportate alla musica hip hop.

## Storia

### Fondazione
Il Wu-Tang Clan si formò all'inizio degli anni novanta a Staten Island, New York, sulle ceneri degli All in Together Now, gruppo embrionale formato da Prince Rakeem (RZA) e dai suoi cugini GZA e Ol' Dirty Bastard. La triade aveva già esperienze musicali prima dell'effettiva formazione degli A.I.T.N.; GZA era infatti autore di un disco, Words from the Genius e RZA si era fatto conoscere nell'underground con l'EP Oooh I Love You Rakeem.
Presto al trio si aggiunsero altri sei MC. I loro nomi d'arte sono Ghostface Killah, Method Man, U-God, Raekwon the Chef, Inspectah Deck e Masta Killa, il quale diventerà membro a tutti gli effetti del Clan solo dopo l'esordio del gruppo. Peraltro egli prende il suo nome da The Master Killer, titolo USA di The 36th Chamber of Shaolin, celebre film di kung-fu del 1978 interpretato da Gordon Liu (Liu Chia Hui in mandarino, Lau Kar Fai in cantonese), star delle arti marziali spesso presente nelle incisioni del gruppo con tracce audio dai doppiaggi USA dei suoi vecchi film.
Come molti nomi d'arte, anche Wu-Tang ha i suoi acronimi. Tra i più famosi We Usually Take All Niggas' Garments, Witty Unpredictable Talent And Natural Game e Wisdom, Universe, Truth, Allah, Nation, and God, segno della militanza di diversi membri nella Five Percent Nation.
La fonte principale e riconosciuta a cui si ispira il WTC sono i film di kung-fu di Hong Kong interpretati dal sopra citato Gordon Liu e diretti da suo fratello Lau Kar Leung, che ispirarono nomi e titoli degli album e concerti della band (valga per tutti Shaolin vs. Wutang, diretto ed interpretato da Gordon Liu nel 1983, dal quale la formazione ha preso il nome), illustrando un legame esistente tra la musica ribelle hip hop ed il cinema anarchico e libero del kung-fu.

### Enter the Wu-Tang (36 Chambers)
Dopo il singolo underground Protect Ya Neck, che supera le 10 000 copie, il Wu-Tang Clan pubblica sotto etichetta Loud Records l'album Enter the Wu-Tang (36 Chambers), che si rivela un successo a livello nazionale.
Il leader RZA, patito dei classici film di kung-fu celebri negli anni settanta, crea una formula per identificare il proprio gruppo, usando spezzoni audio tratti direttamente dalle pellicole in alcuni brani e trasformando ogni membro in un personaggio con particolari caratteristiche tecniche, quasi come se si trattasse di uno stile di combattimento.
Il titolo Enter the Wu-Tang (36 Chambers) si rifà alla teosofia Shaolin, secondo cui è necessario superare quattro camere di conoscenza delle arti marziali per poter divenire monaco di confraternita.
Enter the Wu-Tang: 36 Chambers ha ottenuto il disco di platino. Singolo trainante il brano C.R.E.A.M., acronimo di Cash Rules Everything Around Me (letteralmente il denaro governa tutto quello che mi circonda).
Dall'inizio del XXI secolo, Enter the Wu-Tang è regolarmente segnalato nelle classifiche musicali. Si trova alla 387ª posizione della lista dei 500 migliori album secondo Rolling Stone.

### Prima stagione come solisti
Il successo di Enter the Wu-Tang fa sì che i singoli membri del gruppo possano ricevere grande attenzione da parte del pubblico; primo ad intraprendere una carriera solista è Method Man, che con Tical (Def Jam Recordings, 1994) raggiunge il milione di copie. Prodotto interamente da RZA, mostra un nuovo lato del suono Wu-Tang. L'esperimento verrà continuato e migliorato su Return to the 36 Chambers (Elektra Records) di Ol' Dirty Bastard, produzione singolare che proietta Ol' Dirty tra le star del gruppo.
Lo stesso anno escono due dischi considerati all'unanimità lavori fondamentali per l'evoluzione della musica hip hop: Only Built 4 Cuban Linx... (Loud Records) di Raekwon the Chef e Liquid Swords (Geffen Records) di GZA/Genius. Questi due dischi, ritenuti dalla critica i migliori della Wu-Tang Fam, introducono due nuovi stili: Only Built 4 Cuban Linx... getta le basi per quello che diverrà il mafia rap, caratterizzato da suoni e testi ispirati alla cultura italoamericana, mentre Liquid Swords ripropone l'hardcore del disco di debutto.
Nel 1996 è il turno di GhostFace Killah che debutta con Ironman (Epic Records), a metà strada tra le ambientazioni cupe di Liquid Swords e i campionamenti soul di Only Built 4 Cuban Linx....

### Wu-Tang Forever
Nel 1997 il gruppo ritorna sulla scena con Wu-Tang Forever, uscito in doppio disco e quadruplo vinile. Largamente anticipato e debuttato ai primi posti delle classifiche vendendo 600 000 copie nella prima settimana, il disco presenta diversi protégé di RZA come True Master e 4th Disciple, entrambi produttori. I testi del gruppo presentano diversi cambiamenti da quelli di Enter the Wu-Tang, merito anche degli insegnamenti della Five Percent Nation.
Dopo Wu-Tang Forever, partono altri progetti solisti e lavori paralleli di artisti e gruppi affiliati come i Killarmy, autori di Silent Weapons for Quite Wars, o il membro onorario Cappadonna (The Pillage). Da citare anche la raccolta musicale The Swarm ad opera delle Wu-Tang Killa Bees, nuovo gruppo formato da membri originali del Clan e artisti della Wu-Fam.

### Seconda stagione come solisti
Anche se i risultati commerciali sono buoni, la critica non si pone nel migliore dei modi nei confronti del gruppo. Nello spazio di due anni vengono immessi sul mercato statunitense molti lavori; tra questi Bobby Digital in Stereo di RZA, Nigga Please di Ol' Dirty, Beneath the Surface di GZA e due dischi di Method Man, Tical 2000: Judgement Day e Blackout!, realizzato con il collega ed amico Redman. RZA confeziona inoltre la colonna sonora del film Ghost Dog - Il codice del samurai, diretto da Jim Jarmusch.
Recensioni come quelle del Melody Maker a proposito di Supreme Clientele, che recita "Altro mese, altro progetto Wu-Tang", lasciano intendere che le continue produzioni del Clan hanno ormai saturato il mercato.
Diversi fan e critici giustificano la propria delusione con la quasi assenza di RZA dietro le quinte dei nuovi lavori, affidati ad altri produttori come i Neptunes e i Trackmasters.

### The WeIron Flag
Nel 2000, il Wu-Tang si riconcilia e incide l'album The W, che ottiene due dischi di platino. Fra i singoli Gravel Pit e Protect Ya Neck (The Jump-Off). In questo periodo si affacciano sul mercato volti noti del panorama hip hop americano, quali Redman (ormai compagno fisso di Method Man), Nas e Isaac Hayes. Nel 2001 i nove rapper si riuniscono per Iron Flag, che raggiunge il disco d'oro.

### Terza stagione come solisti
Seguono diversi lavori solisti: Legend of the Liquid Sword di GZA, The Lex Diamond Story di Raekwon, Tical 0: The Prequel di Method Man, The Movement di Inspectah Deck, The Struggle di Cappadonna, The Pretty Toney Album di Ghostface e No Said Date di Masta Killa, questi ultimi due fra i più acclamati. Mentre il primo consolida l'opinione secondo la quale Ghostface vanterebbe la miglior discografia del gruppo (seppur con cifre di vendita non sempre appaganti), No Said Date presenta i Wu-Tang al completo, equamente divisi tra i pezzi. Tical 0: The Prequel ottiene il disco d'oro.

### Live e compilation
Nel 2004 i Wu-Tang Clan sono riuniti sul palco del Rock the Bells per un maxi concerto che viene registrato e messo in commercio con il titolo di Disciples of 36 Chambers: Chapter 1 (CD live) e Disciples of 36 Chambers: Chapter 2 (DVD). Lo stesso anno esce il primo greatest hits, Legend of the Wu-Tang Clan. RZA, verso la fine dell'anno, annuncia un nuovo lavoro in fase di progettazione.

### La morte di Ol' Dirty Bastard
Pochi mesi dopo il Rock the Bells Ol' Dirty Bastard muore in seguito ad una overdose. Gli amici e compagni lo ricordano inserendo alcune sue performance nei pezzi in seguito pubblicati, mentre una parte della scena musicale lo commemora con frasi e dediche. La rivista Vibe dedica un articolo sulla sua scomparsa nel primo numero dell'anno 2005. Dopo la sua morte, la Roc-A-Fella pubblica un mixtape, Osirus e dopo due anni un album, A Son Unique. Il 28 giugno 2007 sono stati scelti come gruppo d'apertura per il concerto dei Red Hot Chili Peppers allo Stadio Friuli di Udine.

### Chamber MusiceLegendary Weapons
Dopo aver pubblicato il quinto album come collettivo nel 2007 (con il titolo di 8 Diagrams), nel 2009 e 2011 i Wu Tang Clan ritornano con due compilation sperimentali. Alla nuova produzione partecipano quasi tutti i membri storici della crew, la produzione esecutiva è di RZA e molte strumentali sono realizzate con la collaborazione del gruppo newyorkese Revelations. I Revelation si occupano anche delle produzioni dell'album solista 36 Chambers di Ghostface Killah, pubblicato nel 2014.

### Sesto album in studio:A Better Tomorrow(2014)
Il 29 giugno 2011, Raekwon annuncia che il gruppo sta lavorando su un nuovo album in studio, ancora nelle fasi iniziali. Ghostface Killah, in una successiva intervista rilasciata durante il loro European Rebirth Tour, rivela che l'album dovrebbe arrivare nei negozi di dischi a maggio 2012. Durante la lavorazione del disco ci sono degli attriti tra RZA e Raekwon, che vedono quest'ultimo lasciare nel dubbio la propria partecipazione all'album perché scontento della direzione artistica di RZA. Alla fine i due si riconciliano e l'album vede la luce nel dicembre 2014 con il titolo di A Better Tomorrow, prodotto quasi interamente da RZA.

### Once Upon A Time in Shaolin(2015)
Nel 2015 il gruppo di New York realizza l'album Once Upon A Time in Shaolin, stampato in un'unica copia e acquistato all'asta per 2 milioni di dollari dal businessman statunitense Martin Shkreli. Il lavoro è realizzato insieme al producer olandese di origine marocchina Cilvaringz sotto la direzione artistica di RZA.
L'idea è quella di concepire la musica come un prodotto di lusso realizzato su ordinazione per ricchi mecenati, come nel Rinascimento e nel Barocco. Gli accordi prevedono che l'acquirente non possa sfruttare il disco in termini commerciali per 88 anni, sebbene possa rivendere la copia ad altri compratori, tuttavia può divulgare le tracce gratuitamente e durante eventi pubblici.
Non tutti i membri del Wu Tang Clan accolgono positivamente l'idea: Method Man critica il ban commerciale di 88 anni, mentre Ghostface Killah si scaglia duramente contro Martin Shkreli, figura molto controversa al centro di una speculazione nell'industria farmaceutica che porta ad aumenti vertiginosi nei prezzi di medicinali contro la toxoplasmosi.
A settembre 2017 Martin Shkreli mette all'asta su Ebay il disco, che viene venduto per circa 1 milione di dollari. Nello stesso periodo, alcune testate hanno messo in dubbio che Once Upon A Time In Shaolin sia effettivamente un album ufficiale del Wu Tang Clan, suggerendo invece che sia un album del produttore Cilvaringz successivamente spacciato per album ufficiale del collettivo, senza il benestare di tutti i partecipanti.

### Wu-Tang: The Saga Continues(2017)
Ad agosto 2017, RZA annuncia la prossima uscita di un nuovo disco del Wu-Tang Clan, dal titolo Wu-Tang: The Saga Continues, prodotto interamente da Mathematics. Il lavoro è anticipato dal singolo People Say, in collaborazione con Redman.

## Oltre la musica

### Wu-Wear
Nel 1995 nasce la Wu-Wear, linea d'abbigliamento influenzata dalla polo Ralph Lauren e dalla Tommy Hilfiger. La Wu-Wear è voluta da RZA, amante dello stile delle suddette brand ma lontano dalla figura del "bravo ragazzo bianco" alla quale sono spesso associate, e mantenuta da Oil 'Power' Grant e 'Divine' (fratello di RZA e CEO della label). Un pezzo del Wu-Tang Clan prende lo stesso nome della linea.
Nike ha proposto l'iconico modello Dunk High, in una versione dedicata al Wu Tang Clan, in pelle gialla e nera con il logo "W" sull'esterno della scarpa. Dunk che ha raggiunto quotazioni molto alte nel mondo degli sneaker addicted, diventando un must-have e un'icona.

### Videogiochi
Tutti i nove rapper diventano personaggi giocabili nel videogame Wu-Tang: Shaolin Style, conosciuto in Europa come Wu-Tang: Taste the Pain, realizzato per la piattaforma PlayStation. Method Man e Ghostface Killah compaiono inoltre in Def Jam Vendetta e Def Jam: Fight for NY, picchiaduro che hanno come soggetto la scuderia della Def Jam Recordings.

## Formazione

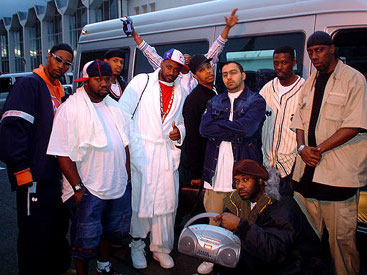
I membri del Wu-Tang Clan con il rapper Cilvaringz (in mezzo sulla destra) nel 2004

### Attuale
- RZA – produttore ed MC; membro fondatore del collettivo (1992-presente)
- GZA – MC; membro fondatore del collettivo (1992-presente)
- Method Man – MC (1992-presente)
- Raekwon – MC (1992-presente)
- Ghostface Killah – MC (1992-presente)
- Inspectah Deck – MC (1992-presente)
- U-God – MC (1992-presente)
- Masta Killa – MC (1993-presente)
- Cappadonna – MC (1997-presente)

### Ex componenti
- Ol' Dirty Bastard – MC; membro fondatore del collettivo (1992-2004; causa morte)

## Discografia

### Album in studio
- 1993 - Enter the Wu-Tang (36 Chambers)
- 1997 - Wu-Tang Forever
- 2000 - The W
- 2001 - Iron Flag
- 2007 - 8 Diagrams
- 2014 - A Better Tomorrow
- 2015 - Once Upon a Time in Shaolin

### Raccolte
- 1998 - The Swarm
- 1999 - Wu Chronicles
- 2001 - Wu-Chronicles, Chapter 2
- 2002 - The Sting
- 2004 - Disciples of the 36 Chambers: Chapter 1
- 2004 - Legend of the Wu-Tang Clan
- 2005 - Wu-Tang Meets the Indie Culture

- 2007 - Mathematics Presents Wu-Tang Clan & Friends Unreleased
- 2007 - Wu-Tang Clan's Greatest Hits
- 2007 - Wu-Box: Cream of the Clan
- 2007 - Return of the Swarm
- 2007 - Return of the Swarm, Vol. 4
- 2007 - Wu XM Radio
- 2007 - Lost Anthology
- 2008 - Return of the Swarm, Vol. 5

- 2008 - Soundtracks from the Shaolin Temple
- 2008 - Wu: The Story of the Wu-Tang Clan
- 2008 - Killa Bees Attack
- 2009 - Wu-Tang Chamber Music
- 2009 - Wu-Tang Meet the Indie Culture, Vol. 2
- 2011 - Legendary Weapons
- 2013 - The Essential Wu-Tang Clan
- 2017 - The Saga Continues